# Плоти (Калузька область)
Плоти (рос. Плоты) — присілок в Сухиницькому районі Калузької області Російської Федерації.
Населення становить 2 особи. Входить до складу муніципального утворення Присілок Суботники.

## Історія
Від 2004 року входить до складу муніципального утворення Присілок Суботники

## Населення
| 2002 | 2010 |
| ---- | ---- |
| 6    | ↘2   |